# Edison James
Edison James (ur. 18 października 1943 w Marigot) – polityk karaibskiej republiki Dominika.
W 1988 założył Zjednoczoną Partię Pracujących, opozycyjną wobec rządzącej Partii Pracy Dominiki. Gdy w 1995 podczas wyborów parlamentarnych Zjednoczona Partia Pracujących zwyciężyła, James otrzymał nominację na stanowisko premiera. Funkcję objął 14 czerwca 1995 i pełnił ją do 3 lutego 2000 r. Rozluźnił on zdecydowanie proamerykańską politykę, jaką prowadziła Eugenia Charles próbując nawiązać bliższe kontakty z sąsiednimi państwami. James został oskarżony o korupcję i defraudację pieniędzy i zmuszony do ustąpienia.